# Dekanat gniewkowski
Dekanat gniewkowski – dekanat w Archidiecezji gnieźnieńskiej. W skład dekanatu wchodzi 11 parafii.

## Parafie
- Parafia św. Michała Archanioła w Brudni
- Parafia Chrystusa Króla w Gąskach
- Parafia św. Mikołaja i św. Konstancji w Gniewkowie
- Parafia Najświętszego Serca Pana Jezusa w Gniewkowie
- Parafia św. Mateusza Apostoła i Ewangelisty w Murzynnie
- Parafia Matki Bożej Szkaplerznej w Ostrowie koło Gniewkowa
- Parafia św. Wojciecha w Parchaniu
- Parafia św. Maksymiliana Marii Kolbego i św. Benedykta, Jana, Mateusza, Izaaka i Krystyna – Pierwszych Męczenników Polskich w Płonkowie
- Parafia Najświętszego Serca Pana Jezusa w Rojewicach
- Parafia NMP Wspomożycielki Wiernych w Rojewie
- Parafia św. Bartłomieja w Szadłowicach